# Assaad Bouab
Assaad Bouab (* 31. Juli 1980 in Aurillac, Département Cantal) ist ein französisch-marokkanischer Schauspieler.

## Leben und Karriere
Assaad Bouab wurde als Sohn eines Marokkaners und einer Französin in Aurillac geboren. Er wuchs anschließend in der marokkanischen Hauptstadt Rabat auf. Nach dem Abitur am dortigen französischen Gymnasium Lycée Descartes zog er 1998 nach Paris, um ein Studium an der Universität Paris-Nanterre zu beginnen und machte von 1999 bis 2002 eine Schauspiel-Ausbildung an der privaten Schauspielschule Cours Florent. Anschließend wurde er zum Studium am renommierten Pariser Konservatorium Conservatoire national supérieur d’art dramatique (CNSAD) zugelassen, welches er in 2006 ebenfalls erfolgreich abschließen konnte.
Während seiner Studienzeit spielte Assaad Bouab seit 1997 im Theater und hatte seine ersten Schauspielrollen in zwei Filmen von Christophe Honoré: Mein Bruder Leo (Tout contre Léo, 2001) und 17 Mal Cécile Cassard (17 fois Cécile Cassard, 2002). In 2003 wurde er bei den jährlichen Talents Adami Cannes als Nachwuchstalent ausgezeichnet. In 2004 erlangte er erste Bekanntheit mit dem Film Marock (2004) von Laïla Marrakchi, welcher in 2005 bei den Internationalen Filmfestspielen von Cannes vorgeführt wurde. Ebenfalls in 2005 war er als Kadour in dem Film Zaina – Königin der Pferde zu sehen, im Jahr darauf in Tage des Ruhms (Indigènes, von Rachid Bouchareb). Neben weiteren Auftritten in französischen Filmen wirkte er ab 2015 in Homeland, Tyrant und Königin der Wüste mit.
In 2017 spielte er die Rolle des Hicham Janowski in der Serie Call My Agent! (Dix pour cent), gefolgt von der Serie Kaboul Kitchen (Staffel 3, 2017) und Messiah (Staffel 1, 2020).
Neben seinen Film- und Fernsehauftritten ist Bouab auch regelmäßig im Theater aktiv. So war er u. a. in Aufführungen von William Shakespeares Was ihr wollt oder Voltaires Zadig zu sehen.
Assaad Bouab ist verheiratet und hat eine Tochter.

## Filmografie (Auswahl)
- 2001: Mein Bruder Leo (Tous contre Léo, Regie: Christophe Honoré, Fernsehfilm)
- 2002: 17 Mal Cécile Cassard (17 fois Cécile Cassard, Regie: Christophe Honoré)
- 2005: Marock (Regie: Laïla Marrakchi)
- 2005: Zaina – Königin der Pferde (Zaïna, cavalière de l'Atlas)
- 2006: Tage des Ruhms (Indigènes, Regie: Rachid Bouchareb)
- 2007: Whatever Lola Wants (Regie: Nabil Ayouch)
- 2008: Kandisha (Regie: Jérôme Cohen-Oliver)
- 2009: Rose et Noir (Regie: Gérard Jugnot)
- 2010: Hors-la-loi (Regie: Rachid Bouchareb)
- 2012: Road Nine (Regie: Sebastien Rossi)
- 2014: Fadhma N'Soumer
- 2015: Königin der Wüste (Queen of the Desert)
- 2015: Tyrant (Fernsehserie, Episode 2x11)
- 2015: Made in France (Regie: Nicolas Boukhrief)
- 2015: Homeland (Fernsehserie, Episode 5x02)
- 2015: Le chant des hommes (Regie: Mary Jimenez, Bénédicte Lienard)
- 2016: Ali and Nino (Regie: Asif Kapadia)
- 2016: Braquo (Fernsehserie, 6 Episoden)
- 2017: Kaboul Kitchen (Fernsehserie, 7 Episoden)
- 2017–2020: Call My Agent! (Dix pour cent, Fernsehserie, 18 Episoden)
- 2020: Messiah (Fernsehserie)
- 2020: Lucas a disparu (Regie: Bruno Garcia)
- 2021: The Pursuit of Love (Miniserie)
- 2022: Overdose
- 2024: Franklin (Miniserie)
- 2024: Le joue ôu Perversé